# هورودوك (محافظة لفيف)
هورودوك (Городок) هي مدينة في محافظة لفيف في أوكرانيا.
يبلغ عدد سكانها حوالي 15,351 نسمة.

## أعلام
- يوغيلا
- جوزيف بير